# Apple (ciruela)
Apple es una variedad cultivar de ciruelo (Prunus salicina), de las denominadas ciruelas japonesas (aunque las ciruelas japonesas en realidad se originaron en China, fueron llevadas a los EE. UU. a través de Japón en el siglo XIX).
Una variedad que crio y desarrolló a  principios del siglo XX Luther Burbank en Santa Rosa (California), siendo una híbridación resultado del cruce de 'Satsuma'? x otra variedad Burbank desconocida.
Las frutas tienen un tamaño grande, piel dura, amarga, separándose de la pulpa, con un color rojo oscuro opaco, con pruina cerosa, con numerosos puntos, grandes, rojizos, conspicuos, agrupados alrededor del ápice, y pulpa de color rojo oscuro, con textura jugosa, firme pero tierna, y sabor extraño insulso, aromático, poco dulce. Tolera las zonas de rusticidad según el departamento USDA, de nivel 5 a 9.

## Sinonimia
- "Apple plum variety".[6]

## Historia
'Apple' variedad de ciruela, de las denominadas ciruelas japonesas con base de Prunus salicina, que fue desarrollada y cultivada por primera vez en el jardín del famoso horticultor Luther Burbank en Santa Rosa (California) mediante una hibridación de la flor de America como "Parental Madre" x polen de Climax como "Parental Padre", fue introducida en los circuitos comerciales en 1899.Burbank realizaba investigaciones en su jardín personal y era considerado un artista del fitomejoramiento, que intentaba muchos cruces diferentes mientras registraba poca información sobre cada experimento.
Las ciruelas 'Apple' se desarrollaron a finales del siglo XIX en Santa Rosa, una ciudad en el condado de Sonoma en el norte de California. Fueron dadas a conocer en 1899, siendo particularmente notable por su importancia para la industria del transporte de frutas de California.
La variedad 'Apple' ha sido descrita por: 1. Burbank Cat. 2. 1898. 2. Vt. Sta. Bul. 67:6. 1898. 3. Vt. Sta. An. Rpt. 12:220. 1899. 4. Am. Gard. 21:36. 1900. 5. Waugh Plum Cult. 203. 1901, 6. Ga. Sta. Bul. 68:12, 35. 1905. 7. Mass. Sta. An. Rpt. 17:161. 1905.
En su catálogo de 1898, Burbank anuncia la manzana como una nueva ciruela y dice: "Entre las gratas sorpresas encontradas hace tres años entre un lote de unas veinticinco mil plántulas de ciruela estaba esta, que llevaba una cruel carga de enormes ciruelas cuando solo dos años de edad. 
Fue a la vez llamado "Apple" por la gran semejanza en forma, color, apariencia general, y raras cualidades de mantenimiento. 
Su parentesco no se conoce, excepto que es una segunda generación de plántulas criadas, y sin duda 'Satsuma' y probablemente 'Robinson' están en su línea de ascendencia".

## Características
'Apple' árbol de tamaño mediano, de copa plana, extenso, de copa densa, de crecimiento lento, semirrígido, productivo, con las ramas ásperas y espinosas, con numerosos espolones frutales, de color gris ceniza oscuro, rojizas y con numerosas lenticelas. Tiene un tiempo de floración que comienza a partir del 18 de abril con el 10% de floración, para el 21 de abril tiene una floración completa (80%), y para el 8 de mayo tiene un 90% de caída de pétalos.
'Apple' tiene una talla de fruto medio a grande, de forma redondeada oblada, comprimido, mitades iguales, cavidad mediana en profundidad y ancho, abocinada, con anillos concéntricos bermejos, sutura poco profunda, ápice deprimido y a un lado; epidermis tiene una piel dura, amarga, separándose de la pulpa, con un color rojo oscuro opaco, con pruina cerosa, con numerosos puntos, grandes, rojizos, conspicuos, agrupados alrededor del ápice; pedúnculo largo, glabro; pulpa de color rojo oscuro, con textura jugosa, firme pero tierna, y sabor extraño insulso, aromático, poco dulce.
Hueso adherente, pequeño o medio, ovalada u obovada, turgente, puntiaguda, áspera, alada en la parte ventral, profundamente surcada en la sutura dorsal.
Su tiempo de recogida de cosecha se inicia en su maduración de segunda decena de julio.

## Usos
Una buena ciruela para tener en colecciones de plantas de instituciones especializadas, con vistas a mejorar cualidades de otras variedades de ciruelas, ya que aunque sus cualidades organoléticas son muy deficientes, sin embargo el fruto de la variedad se conserva y transporta notablemente bien y estas cualidades pueden ser su gracia salvadora, ambas tan bien desarrolladas como para hacerlas valiosas para fines de reproducción cuando se desean estas características.
No utilizable como postre fresco en mesa debido a su pésimo sabor. Se puede utilizar en aplicaciones culinarias o enlatadas.